# Vrgada

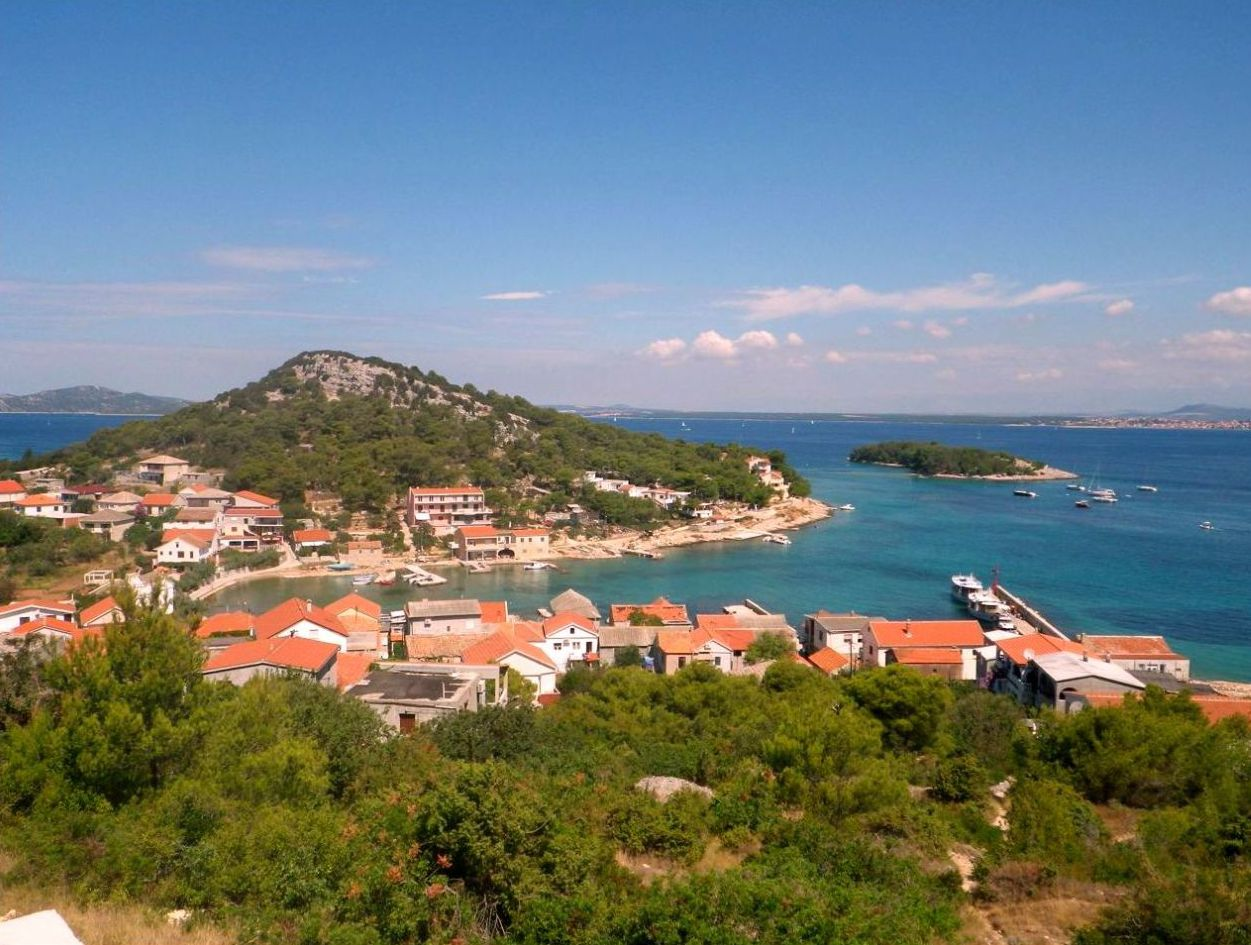

Vrgada is een eiland bij de kust van Kroatië in de Adriatische zee. Het ligt in het Šibenik archipel, ten noordwesten van Murter. 2,5 zeemijl (4,6 km) van het vasteland, het heeft een oppervlakte van 3,7 km² en een populatie van 242. De enige nederzetting op het eiland heet ok Vrgada en is omringd met naaldbos. De belangrijkste industrieën zijn agricultuur en vissen. Bij de noordoostkust, zijn verschillende kleine baaien.